# (8634) Neubauer
(8634) Neubauer ist ein Asteroid des Hauptgürtels, der am 5. April 1981 vom US-amerikanischen Astronomen Edward L. G. Bowell an der Anderson Mesa Station (IAU-Code 688) des Lowell-Observatoriums im Coconino County, Arizona entdeckt wurde.
Der Asteroid wurde am 23. Mai 2000 nach dem deutschen Geophysiker Fritz M. Neubauer (* 1940) benannt, dessen Hauptforschungsgebiet der Geomagnetismus und die Konstruktion von Magnetometern für Raummissionen ist.